# Emma Corrin
Emma-Louise Corrin (sinh ngày 13 tháng 12 năm 1995) là diễn viên người Anh. Họ từng thủ vai Diana, Vương phi xứ Wales trong phần bốn của sê-ri phim The Crown (Netflix, 2020), vai diễn mang về cho họ một giải Quả cầu vàng và một đề cử Primetime Emmy. Năm 2023, họ đóng trong chương trình ngắn tập A Murder at the End of the World. Ở lĩnh vực điện ảnh, họ từng tham gia các phim My Policeman và Lady Chatterley's Lover vào năm 2022. Vào năm 2024, họ thủ vai Cassandra Nova trong bộ phim siêu anh hùng Deadpool và Wolverine.

## Tiểu sử
Emma-Louise Corrin sinh ngày 13 tháng 12 năm 1995 tại thị trấn Royal Tunbridge Wells, hạt Kent trong một gia đình có ba chị em. Cha họ, Chris Corrin, là một doanh nhân còn mẹ họ, Juliette Corrin, là một nhà trị liệu ngôn ngữ người Nam Phi. Họ có hai em trai tên Richard và Jonty. Gia đình họ hiện sống ở xã Seal, Kent.
Corrin từng theo học trường nữ sinh Công giáo Woldingham chuyên về diễn xuất và hát ở Surrey. Trong lúc học, họ tạm nghỉ một năm để theo học một khóa về Shakespeare tại Viện Sân khấu và Âm nhạc London (London Academy of Music and Dramatic Art) và đi làm giáo viên tình nguyện cho một trường học tại Knysna, Nam Phi. Sau đó họ trở về học diễn xuất ở Đại học Bristol nhưng lại bỏ dở để theo học nghệ thuật tại Đại học St John, Cambridge từ 2015 năm 2018.

## Đời tư
Tháng 7 năm 2021, Corrin công khai là queer, dùng danh xưng họ (they/them) và tự coi bản thân là phi nhị nguyên giới trong một phỏng vấn sau đó với tờ The New York Times.

## Danh sách phim

### Điện ảnh
| Năm  | Tên                     | Vai                   | Ct            |
| ---- | ----------------------- | --------------------- | ------------- |
| 2017 | Cesare                  | Mica                  | [ 12 ]        |
| 2018 | Alex's Dream            | Beth                  | Phim ngắn     |
| 2020 | Misbehaviour            | Jillian Jessup        | [ 14 ]        |
| 2021 | The Pet Psychic         | Emma                  | Phim ngắn     |
| 2022 | My Policeman            | Marion Taylor         | [ 16 ]        |
| 2022 | Lady Chatterley's Lover | Lady Chatterley       | [ 17 ]        |
| 2023 | Good Grief              | Nghệ sĩ biểu diễn trẻ | Cameo         |
| 2024 | Deadpool và Wolverine   | Cassandra Nova        | [ 19 ]        |
| 2024 | Ma cà rồng Nosferatu    | Anna Harding          | [ 20 ] [ 21 ] |

### Truyền hình
| Năm  | Tên                              | Vai                       | Ct               |
| ---- | -------------------------------- | ------------------------- | ---------------- |
| 2019 | Grantchester                     | Esther Carter             | Tập: "4.4"       |
| 2019 | Pennyworth                       | Esme Winikus              | Vai phụ, mùa 1   |
| 2020 | The Crown                        | Diana, Vương phi xứ Wales | Vai chính, mùa 4 |
| 2022 | Ten Percent                      | (Chính mình)              | Khách mời        |
| 2023 | A Murder at the End of the World | Darby Hart                | Vai chính        |